# Parthenicus pictus
Parthenicus pictus är en insektsart som beskrevs av Knight 1925. Parthenicus pictus ingår i släktet Parthenicus och familjen ängsskinnbaggar. Inga underarter finns listade i Catalogue of Life.